# Relaciones Ecuador-Serbia
Las relaciones Ecuador–Serbia se refiere a las relaciones bilaterales entre la República del Ecuador y la República de Serbia. Ambas naciones disfrutan de relaciones amistosas.  Ambas naciones son miembros de las Naciones Unidas.
Ecuador y Yugoslavia (de la que Serbia formaba parte) establecieron relaciones diplomáticas en 1956.  Tras la disolución de la Unión de Serbia y Montenegro, la República de Serbia se constituyó como Estado sucesor del extinto país.
Ecuador está acreditado a Serbia desde su embajada en Budapest, Hungría.
Serbia está acreditado a Ecuador desde su embajada en Buenos Aires, Argentina.

### Ex representantes diplomáticos

#### En Belgrado
- Francisco Proaño Arandi, embajador (1990 - 1992)
- Jaime Marchán Romero, embajador (1989 - 1990)
- Teodoro Bustamante Muñoz, embajador
- Hugo Ortiz, embajador

#### En Quito
- Pavle Zivkovic, embajador (1988 - 1992)
- Samuilo Protic, embajador (1984 - 1988)
- Bogdan Isoski, embajador (1980 - 1984)